# The Ambition of Oda Nobuna
Oda Nobuna no Yabou (яп. 織田信奈の野望 Ода Нобуна но Ябо:) — серия лайт-новел, написанная Микагэ Касугой и иллюстрированная Миямой Дзэро. Первый том выпущен 15 августа 2009 года. Лайт-новел был адаптирован в аниме телесериал, показ которого проходил с 9 июля 2012 года по 24 сентября 2012 года.

## Сюжет
Главный герой, студент средней школы Ёсихару Сагара внезапно попадает в прошлое в период Сэнгоку и вот-вот должен быть убит на поле боя. От шальной пули его спасает старик, закрыв мальчика своим телом. Перед смертью он завещает мальчику исполнить его мечты о светлом будущем, а также называет своё имя — Киносита Хидэёси. Перед тем, как попасть в прошлое, главный герой часто играл в видеоигры, посвящённые периоду Сэнгоку, поэтому хорошо знает историю. Проблема в том, что спасший его старик, Киносита Хидэёси, не должен был умереть, а должен был служить Оде Нобунаге, объединившем Японию, и позднее стать известным как великий Тоётоми Хидэёси. Это значит, что школьник полностью изменил ход истории. Также оказывается, что в этой версии периода Сэнгоку нет Оды Нобунаги, а вместо него молодая девушка по имени Ода Нобуна (как и многие другие люди, повлиявшие на ход истории, оказались девушками). Ёсихару Сагара пытается исправить ход истории и начинает служить Оде Нобуне, используя свои хорошие познания в истории, а также с надеждой, что, возможно, сможет найти дорогу домой в современный мир, в котором Ода Нобуна всё-таки добилась своей цели и объединила Японию.

## Персонажи
Ёсихару Сагара (яп. 相良 良晴 Сагара Ёсихару) — главный герой истории. Современный подросток, попавший в альтернативный мир периода Сэнгоку, где некоторые из знаменитых японских военачальников являются женщинами. После смерти Киноситы Хидэёси, Ёсихару занимает его место в истории и становится советником Нобуны Оды. Используя свои знания по видеоиграм, таким как Nobunaga's Ambition, Ёсихару предсказывает некоторые важные события, помогая тем самым Нобуне в объединении Японии. Остановив Нобуну от убийства брата и спасши Досана Сайто, изменяет ход истории. Получил прозвище Сару (яп. 猿, обезьяна), а все современные слова, не известные людям периода Сэнгоку, Нобуна называет «обезьяним языком».
Сэйю: Такуя Эгути
Нобуна Ода (яп. 織田 信奈 Ода Нобуна) — главная героиня истории. Даймё провинции Овари. Амбициозная девушка, планирующая завоевать и объединить Японию, чтобы вывести её на один уровень со странами Европы. Поклонница иностранной культуры, собирает предметы, привезённые из Европы. Стала одной из первых, оснастивших свои войска огнестрельным оружием. За свою нетрадиционную политику получила среди врагов прозвище «Дура из Овари». До появления Ёсихару вела более жёсткую политику, боясь потерять уважение своих людей, однако Ёсихару убеждает её не проливать лишней крови и не проявлять излишнюю жестокость только ради поддержания статуса. Позже влюбляется в Ёсихару.

Исторический прототип — Ода Нобунага.
Сэйю: Канаэ Ито
Кацуиэ Сибата (яп. 柴田 勝家 Сибата Кацуиэ), так же известная как Рику — генерал Нобуны, одна из лучших бойцов её армии. Официально являлась советником младшего брата Нобуны — Нобукацу, хотя всегда была предана Нобуне. После неудачного восстания Нобукацу официально становится советником Нобуны. Всегда носит стальной доспех и катану, хотя в бою предпочитает копьё кама-яри.

Исторический прототип — Сибата Кацуиэ.
Сэйю: Хитоми Набатамэ
Нагахидэ Нива (яп. 丹羽 長秀 Нива Нагахидэ), так же известная как Мантиё — главный тактик Нобуны. Имеет привычку оценивать чужие действия по собственной балльной системе.

Исторический прототип — Нива Нагахидэ.
Сэйю: Рэй Мацудзаки
Мицухидэ Акэти (яп. 明智 光秀 Акэти Мицухидэ), так же известная как Дзюбэй — блестящий стратег и одна из советников Нобуны. В роли полководца отличается особым рвением и жестокостью. Изначально была лояльна клану Сайто, но после союза между кланами Сайто и Ода становится одним из генералов Нобуны. Восхищается амбициями Нобуны.

Исторический прототип — Акэти Мицухидэ.
Сэйю: Саюри Яхаги
Хисахидэ Мацунага (яп. 松永 久秀 Мацунага Хисахидэ), так же известная как Дандзё — советник Нобуны, практикует колдовство, за что получила среди врагов прозвище «Ведьма Гражданских Войн». Способна превращать свою курительную трубку в меч, телепортироваться и создавать иллюзии. Презираема большинством даймё Японии за свои способности, из-за чего ненавидила эту страну и присоединилась к «Тройке Миоси» с целью сжечь всю Японию. Во время битвы у храма Киёмидзу узнаёт, что большинство союзников Нобуны — такие же презираемые другими даймё за их приверженность европейским идеалам, после чего сдаётся и становится её союзником в качестве стратега. Считает, что ради объединения Японии Нобуне придётся стать жестокой, и даже провоциреет её напасть на торговый город Сакаи.

Исторический прототип — Мацунага Хисахидэ.
Сэйю: Масуми Асано
Гоэмон Хатисука (яп. 蜂須賀 五右衛門 Хатисука Гоэмон) — юная девушка-ниндзя. Была ученицей Киноситы Хидэёси, а после его смерти, поклялась в верности Ёсихару. Является лидером группы ополченцев, верно ей преданных и готовых умереть за неё. Обладает детским голосом и периодически запинается, из-за чего не любит длинные речи. Благодаря малому росту является хорошим шпионом и способна быстро и незаметно проникать в охраняемые помещения. В бою способна постоять за себя и не раз спасает жизнь Ёсихару благодаря своей сверхбыстрой реакции.

Исторические прототипы — Исикава Гоэмон и Хатисука Масакацу.
Сэйю: Томоко Канэда
Инутиё Маэда (яп. 前田 犬千代 Маэда Инутиё) — юная девушка, одна из лучших копейщиц фракции Ода. Является помощником и телохранителем Ёсихару. В аниме носит капюшон в виде тигра. Имеет прозвище Ину (яп. 犬, собака).

Исторический прототип — Маэда Тосииэ.
Сэйю: Мисато Фукуэн
Хамбэй Такэнака (яп. 竹中 半兵衛 Такенака Хамбэй) — гениальный стратег. Являясь советником Нобуны, служит непосредственно Ёсихару. Изначально была лояльна клану Сайто, даже после того как глава клана, Досан Сайто, стал союзником Нобуны, а новым главой клана стал его сын — Ёсихацу. Ненавидит бессмысленное кровопролитие и из всех тактик выбирает ту, которая приведёт к наименьшим жертвам. Хамбэй, будучи очень робкой, выполняет свои обязанности держась на расстоянии от Ёсихацу, однако он видит в этом попытку измены и арестовывает её дядю, чтобы Хамбэй явилась лично. После того, как Ёсихару с союзниками спасает Хамбэй и её дядю, она клянётся в верности именно ему, а не Нобуне, обещая тем не менее оказывать Нобуне любую помощь. Владеет колдовством и способна призывать духов-помощников, однако из-за слабого здоровья очень плохо переносит длительное использование своих способностей.

Исторический прототип — Такэнака Сигэхару.
Сэйю: Юй Огура
Досан Сайто (яп. 斎藤 道三 Сайто: До:сан) — даймё провинции Мино, известен под прозвищем «Гадюка из Мино». Является амбициозным политиком и мудрым полководцем. Изначально планировал начать войну с Нобуной, но выслушав её планы по объединению Японии и рассказ Ёсихару о том, как это отразится на будущем страны, Досан принимает решение заключить с Нобуной союз и отдаёт ей провинцию Мино. Сын Досана, Ёсихацу, возмущён этим поступком и свергает отца, становясь главой клана Сайто. Во время восстания Досан должен был погибнуть, но Ёсихару, изменяет ход истории, спасая его. Впоследствии Досан становится верным советником Нобуны, а она в свою очередь нарекает его своим отцом.

Исторический прототип — Сайто Досан.
Сэйю: Мугихито
Нагамаса Асай (яп. 浅井 長政 Асай Нагамаса) — даймё провинции Оми. Молодая девушка, скрывающая свой пол, из-за того, что её отец отказался признавать женщину в качестве даймё. Под видом мужчины Нагамаса предлагает Нобуне заключить союз с помощью брака, шантажируя Нобуну тем, что клан Асай может заключить союз и с её врагами. Однако Ёсихару и остальные советники Нобуны не позволяют этому случиться. Позже Нагамаса возвращается к Нобуне с прежним предложением, но в конце концов признаётся, что не сможет вернуться домой до тех пор, пока не женится. Нобуна предлагает взамен себя свою сестру, которой на самом деле является её брат, Нобукацу, переодетый женщиной. Нагамаса соглашается без раздумий. Позже Нагамаса и Нобукацу узнают секреты друг друга и влюбляются уже по-настоящему.
После того, как Нобуна нападает на клан Асакура, союзников Асай, отец Нагамасы, Хисамаса, сажает её и Нобукацу в тюрьму и присоединяется к сражению на стороне клана Асакура. После победы Нобуны, Хисамаса совершает харакири, оставив дочери письмо, в котором пишет, чтобы Нагамаса жила своей жизнью как обычная девушка.

Исторический прототип — Адзаи Нагамаса.
Сэйю: Мицуки Сайга
Нобукацу Ода (яп. 織田 信勝 Ода Нобукацу) — младший брат Нобуны. Был убеждён своими советниками в том, что заслуживает быть даймё провинции Овари больше, чем Нобуна, и поднимает восстание. Благодаря Ёсихару Нобуне удаётся мирно подавить восстание, переманив на свою сторону солдат Нобукацу. Он же в свою очередь сразу же сдаётся. Нобуна принимает решение казнить Нобукацу, но Ёсихару убеждает её пощадить брата. В знак благодарности за сохранённую жизнь Нобукацу отказывается от претензий на титул даймё и берёт себе имя Нобусуми Цуда (яп. 津田 信澄 Цуда Нобусуми). Позже неохотно соглашается под видом женщины и именем Оити (яп. お市) выйти замуж за Нагамасу. После того, как узнаёт, что Нагамаса — женщина, влюбляется и остаётся с ней в качестве мужа.

Исторические прототипы — Ода Нобуюки, Цуда Нобусуми, Оити.
Сэйю: Эмири Като

## Аниме-сериал
Аниме-сериал состоит из 1 сезона длиной 12 серий. Сюжетной основой сериала являются первые 4 тома ранобэ. Транслировался сериал с 9 июля по 24 сентября 2012 года на канале TV Tokyo. Сериал создан студиями Madhouse и Studio Gokumi, режиссёр — Юдзи Камадзава, продюсер — Масами Судзуки, композитор — Ясухару Таканаси.

### Список серий
| № серии | Название                                                                       | Трансляция в Японии |
| ------- | ------------------------------------------------------------------------------ | ------------------- |
| 1       | Нобуна и Обезьяна «Нобуна то Сару» (信奈とサル)                                | 9 июля 2012         |
| 2       | Клан Ода, Семейная Вражда «Ода-ка, Оиэ Со:до:» (織田家、お家騒動)              | 16 июля 2012        |
| 3       | Возмущение в Мино «Мино До:ран» (美濃動乱)                                     | 23 июля 2012        |
| 4       | Ветер перемен! Окэхадзама! «Фу:ун! Окэхадзама!» (風雲！桶狭間！)               | 30 июля 2012        |
| 5       | Тактика Гениального Стратега! «Тэнсай Гунси Тё:ряку!» (天才軍師調略！)         | 6 августа 2012      |
| 6       | Замок в Суномате за Одну Ночь «Суномата Ития Дзё:» (墨俣一夜城)                | 13 августа 2012     |
| 7       | Нобуна Выдвигается на Столицу «Нобуна Дзираку» (信奈上洛)                      | 20 августа 2012     |
| 8       | Золотой Свободный Город Сакай «О:гон но Дзию: Тоси Сакай» (黄金の自由都市・堺) | 27 августа 2012     |
| 9       | Оборона Храма Киёмидзу «Киёмидзу-дэра Ко:бо:» (清水寺攻防)                     | 3 сентября 2012     |
| 10      | Нобуна в Безвыходной Ситуации «Нобуна Дзэттай Дзэцумэй» (信奈絶体絶命)         | 10 сентября 2012    |
| 11      | Отступление при Канэгасаки «Канэгасаки но Нокикути» (金ヶ崎の退き口)           | 17 сентября 2012    |
| 12      | Завоевание «Тенка Фубу» (天下布武)                                             | 24 сентября 2012    |

### Музыкальное сопровождение
Открывающая тема
- «Link»
  - Исполнитель: Aimi
  - Автор текста: Юки Мисао
  - Композитор: Мицуру Вакабаяси
  - Аранжировщик: Ёсихиро Кусано

Закрывающая тема
- «Hikari» (яп. ヒカリ Хикари)
  - Исполнитель: Макино Мидзута
  - Автор текста: Юки Мисао
  - Композитор: Мицуру Вакабаяси
  - Аранжировщик: Дзюн Сато